# Georges Gutelman
Georges Gutelman (né le 6 décembre 1938 près de Liège et mort le 5 novembre 2019 en Israël) est un homme d'affaires belge qui fut essentiellement actif dans le secteur de l'aviation.

## Biographie

### Études et début de carrière
Georges Gutelman est né en 1938 de parents immigrés polonais. Il fut caché par son père auprès de parents catholiques durant la Seconde Guerre mondiale, et sa mère ne revint jamais d'Auschwitz. 
Il achève en 1963 des études d'ingénieur, option métallurgie, à l'université de Liège. À la suite d'un voyage aux États-Unis, il conçoit le projet de regrouper un cercle d'amis afin de louer un avion pour organiser des voyages. Il tente cette expérience à diverses reprises. Après ses études, il fonde sa propre agence de voyages : TIFA. Il achète son premier avion avec un ami d'enfance, plus tard homme politique d'importance, Jean Gol.

### Carrière
En 1971, Georges Gutelman fonde la compagnie aérienne pour vols charters Trans European Airways (TEA). Fin 1984 et début 1985, il prend part avec la compagnie à l'opération Moïse, et permet l'évacuation de quelque 8 000 juifs falashas d'Éthiopie via le Soudan et jusqu'en Israël. En 1989, il est élu manager de l'année par l'hebdomadaire économique belge Trends-Tendances.
TEA(MCO) tomba en faillite en 1994. La compagnie fut relancée un peu plus tard sous le nom d'European Airlines puis Eurobelgian Airlines (EBA). EBA fut plus tard rachetée par Virgin de l'homme d'affaires britannique Richard Branson pour devenir Virgin Express. Il monta alors avec Victor Hasson la compagnie aérienne CityBird en 1996, qui fit faillite en 2001. En 2002, il fonde Birdy Airlines.  En 2004, il fut arrêté pour fraude financière mais remis en liberté le lendemain.
Avec Albert Hasson, frère de Victor Hasson, décédé entretemps, il prit une participation minoritaire en 2006 dans Alma Telecom, une compagnie de téléphone mobile à l'attention de la communauté africaine.
Georges Gutelman meurt le 5 novembre 2019 en Israël.